# ناحیه مارووینه
ناحیه مارووینه (به لاتین: Marowijne District) یکی از ناحیه‌های کشور سورینام است. ناحیه مارووینه ۴٬۶۲۷ کیلومتر مربع مساحت و ۱۸٬۲۹۴ نفر جمعیت دارد.